# RIRIKA
岸田莉里花（日语： Kishida Ririka，2002年7月2日—），藝名RIRIKA（韓語：리리카），是一位在韓國發展的日本女歌手。曾是日本女子團體Orange Latte成員，現在是韓國女子團體ILY:1的成員。2021年，她以日本練習生的身份參加了全球選秀節目《Girls Planet 999》。2022年4月4日，她隨IILY:1推出首張單曲專輯《Love in Bloom》，正式以歌手身分出道。

## 經歷
2020年1月31日，RIRIKA參加了由JYP娛樂與日本索尼音樂共同打造的選秀節目《Nizi Project》，最後在part 1落選。4月6日，日本JSL公司宣布，RIRIKA計劃於2021年以藝名RiRi，隨偶像組合「Orange Latte」出道。6月30日登上日本媒體平台《KpopStarz-Smashing!》，7月18日，Orange Latte舉辦了線上宣傳活動；8月19日，他們在《KpopStarz-Smashing!》的官方YouTube頻道上分享了如何度過夏天的內容。然而，此後便再也沒有任何消息。直到2021年初，組合的官方Twitter和YouTube帳號都被刪除，活動也止步於宣傳階段。官方並未發佈任何解散聲明。
2021年8月6日，她以日本J組練習生的身份參加了全球選秀節目《Girls Planet 999》，最終排名J組第7名(J07)。2022年1月，她以藝名RIRIKA加入經紀公司FC ENM旗下的韓國女子團體ILY:1，並於4月4日隨團體發行了首張單曲專輯《Love in Bloom》，正式在韓國出道。